# Oswaldpeetersite
La oswaldpeetersite è un minerale.